# Hans Mark

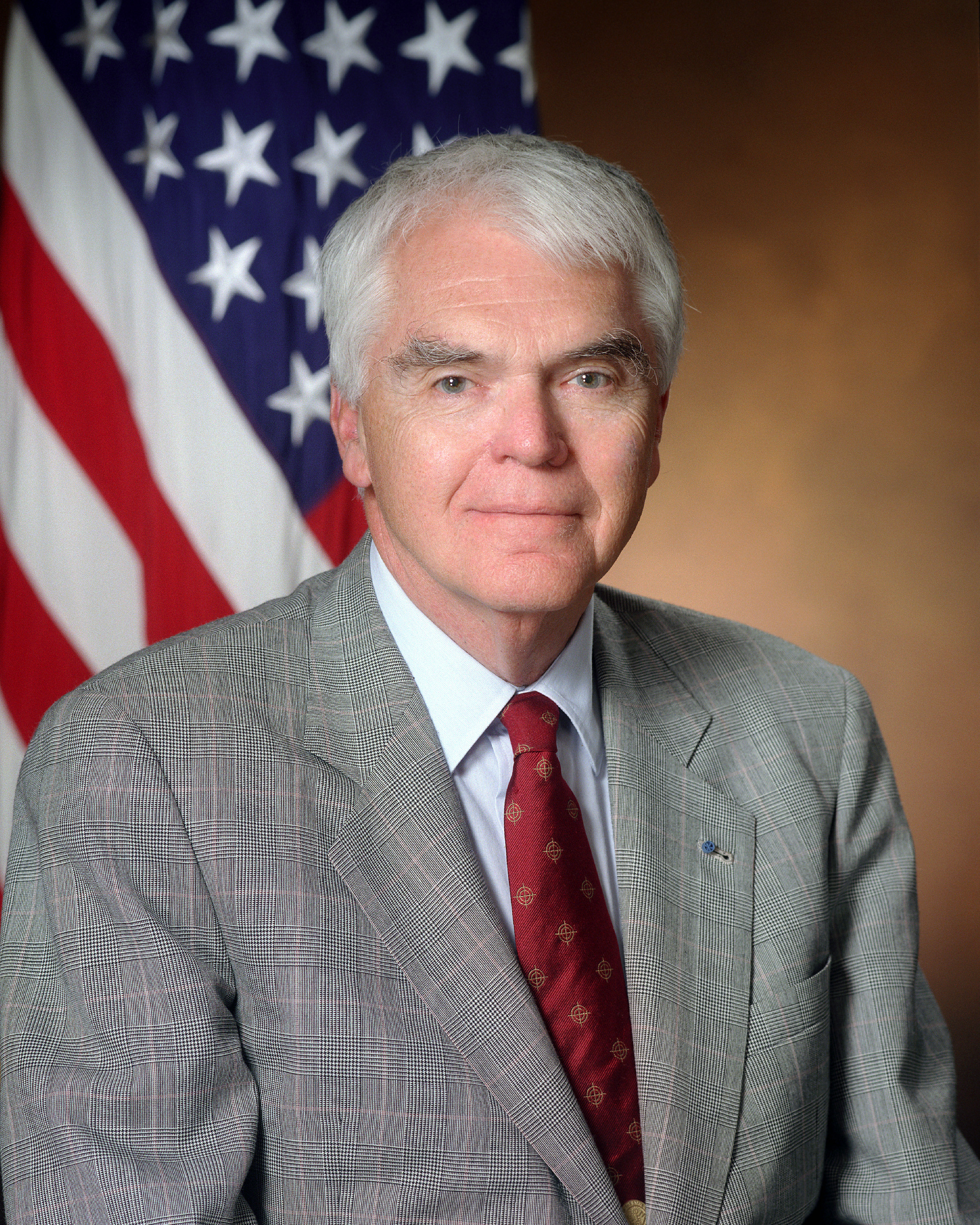
Hans Mark (1998)

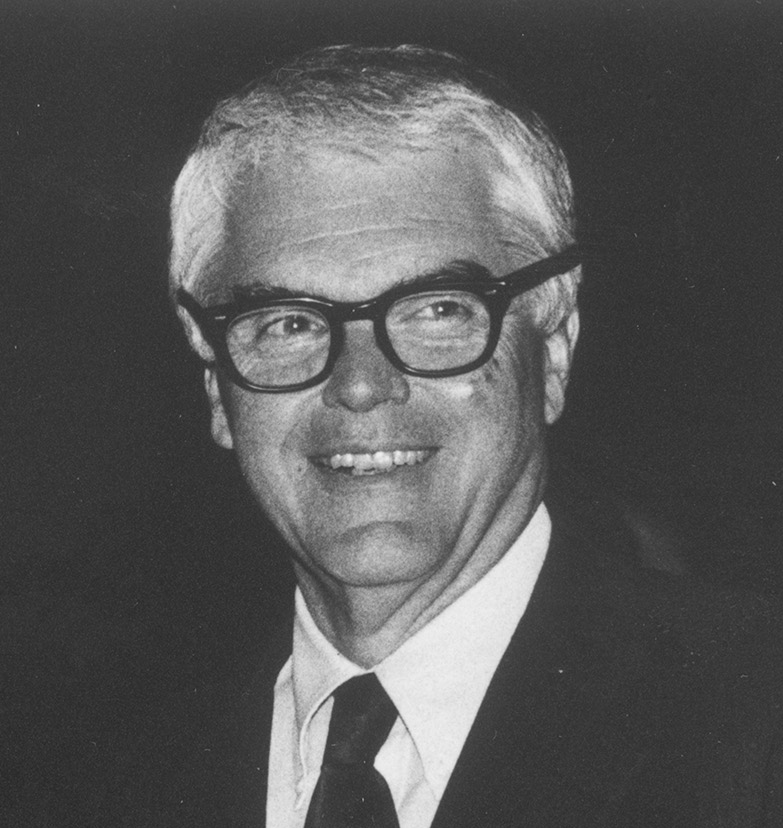
Mark, Kanzler des University of Texas System (1986)

Hans Michael Mark (* 17. Juni 1929 in Mannheim; † 18. Dezember 2021 in Austin, Texas) war ein US-amerikanischer Physiker, Ingenieur und Wissenschaftsmanager. Er hatte hohe zivile Positionen in der Air Force und NASA und war von 1977 bis 1979 Direktor des National Reconnaissance Office.

## Biografie
Hans Mark, Sohn des Chemikers Herman Mark, verlebte seine frühe Kindheit in Österreich. Unmittelbar nach dem Anschluss Österreichs, 1938, floh er mit seiner Familie vor den Nationalsozialisten aus Wien nach England und 1940 in die USA. Er wurde 1945 US-Staatsbürger, besuchte die Stuyvesant High School in New York City und studierte Physik an der University of California in Berkeley mit dem Bachelor-Abschluss 1951 sowie am Massachusetts Institute of Technology, an dem er 1954 promoviert wurde. Damals beschäftigte er sich mit experimenteller Kernphysik und Neutronenphysik. Von 1955 bis 1958 war er am Lawrence Radiation Laboratory in Berkeley, dann Assistant Professor am MIT und 1960 wieder am Lawrence Livermore National Laboratory. 1964 wurde er Vorstand der Abteilung Kerntechnik der University of California in Berkeley und zuständig für den Berkeley Research Reactor.
Ab 1969 war er Direktor des Ames Research Center der NASA in Mountain View. Von 1977 bis 1979 war er Unterstaatssekretär der Air Force und Direktor des National Reconnaissance Office, das die Spionagesatelliten der USA verwaltete. Von 1981 bis 1984 war er Deputy Administrator of NASA. Von 1984 bis 1992 war er Kanzler des University of Texas System und danach Professor für Flugzeugtechnik an der University of Texas at Austin. Dazwischen war er 1998 bis 2001 Director of Defense Research and Engineering im Pentagon.
Er war Fellow des American Institute of Aeronautics and Astronautics und der National Academy of Engineering. 2008 erhielt er den General James E. Hill Lifetime Space Achievement Award der Space Foundation und 2006 den Military Astronautics Award der American Astronautical Society.

## Schriften
- The Space Station: a personal journey, Duke University Press 1987
- als Herausgeber: Encyclopedia of Space Science and Technology, 2 Bände, Wiley 2003
- mit anderen: Traditional moral values in the age of technology, University of Texas Press 1987
- mit Victor G. Szebehely: Adventures in Celestial Mechanics, 2. Auflage, Wiley 1988
- mit Edward Teller, John S. Foster Jr.: Power and Security, Lexington Books 1976
- mit Arnold Levine: The management of research institutions: a look at government laboratories, Washington D. C., NASA 1984
- mit N. Thomas Olson: Experiments in Modern Physics, McGraw Hill 1966
- Herausgeber mit Lowell Wood: Energy in physics, war and peace: a festschrift celebrating Edward Teller’s 80th birthday, Kluwer 1988
- Herausgeber mit Sidney Fernbach: Properties of matter under unusual conditions; in honor of Edward Teller’s 60th birthday, Interscience 1969